# Orretherium tzen
Orretherium tzen — вид викопних ссавців ряду дріолестид (Dryolestida). Описаний у 2021 році. Викопні рештки тварини знайдені у відкладеннях формації Доротея в горах Серро-Гвідо в долині річки Лас-Чінас у XII Регіоні Магальянес і Чилійська Антарктика на півдні Чилі.
Біноміальна назва Orretherium tzen перекладається з мови теуелче та грецької як «п'ятизубий звір».

## Опис
Це був би ссавець із зовнішнім виглядом, пропорціями та харчовими звичками, подібними до сучасних скунсів. Він володів примітивними зубами порівняно з сумчастими та плацентарними. У виявленої щелепи було п'ять зубів, будова яких свідчить про всеїдні звички.  Тварина, ймовірно, харчується рослинами та комахами, і, за оцінками, за фізіономічним показниками вона мала голову завдовжки не більше 4 см і тіло приблизно 30 см.